# Anyphaena maculata
Anyphaena maculata är en spindelart som först beskrevs av Banks 1896.  Anyphaena maculata ingår i släktet Anyphaena och familjen spökspindlar. Inga underarter finns listade i Catalogue of Life.